# 操控
《操控》（英语：CTRL）是新加坡新傳媒私人有限公司与哇哇映画合作的都市悬疑剧。此剧是由陈泂江、雅慧领衔主演，并由陈楚寰、许瑞奇、及曾玟玮联合演出。

## 播出时间
| 频道         | 所在地   | 日期         | 播放時间                 |
| ------------ | -------- | ------------ | ------------------------ |
| meWatch      | 新加坡   | 2021年3月1日 | 每周更新5集              |
| 新传媒8频道  | 新加坡   | 2021年3月1日 | 星期一至五 21:00 - 22:00 |
| Astro AEC HD | 马来西亚 | 2021年3月1日 | 星期一至五 20:30 - 21:30 |

| 新加坡 新传媒8频道 星期一至五 21:00 - 22:00 | 新加坡 新传媒8频道 星期一至五 21:00 - 22:00 | 新加坡 新传媒8频道 星期一至五 21:00 - 22:00 |
| ------------------------------------------- | ------------------------------------------- | ------------------------------------------- |
|                                             | 操控 （2021年3月1日—2021年4月2日）          |                                             |
| 过江新娘 （2021年1月28日—2021年2月26日）    | 触心罪探 （2021年4月5日—2021年4月30日)      |                                             |

| 马来西亚 Astro AEC HD 星期一至五 20:30 - 21:30 | 马来西亚 Astro AEC HD 星期一至五 20:30 - 21:30 | 马来西亚 Astro AEC HD 星期一至五 20:30 - 21:30 |
| ---------------------------------------------- | ---------------------------------------------- | ---------------------------------------------- |
|                                                | 操控 （2021年3月1日—2021年4月2日）             |                                                |
| 过江新娘 （2021年1月28日 - 2021年2月26日）     | 触心罪探 （2021年4月5日—2021年4月30日）        |                                                |

## 故事概要
电脑骇客周志平（陈泂江 饰）对数字技术拥有不可思议的天赋，他不仅在网络世界中找到了自由，还成立了骇客团队“Zero”。团队成员还包括骇客天才黄学忠（许瑞奇 饰）、身手极佳，擅长游说工作的杜恩哲（陈楚寰 饰）以及模仿力超强，扮谁像谁的刘晓峰（曾玟玮 饰）。后來，他遇到了一个伪装成著名网红的网络警察（雅慧 饰），俩人渐渐喜欢对方。可惜他们俩的职业是对立面。这会不会导致他们俩的爱苗因此而枯萎，是否会从相爱慢慢变成相杀？而提拔志平成为电脑骇客的“圣诞老人”（陈传之 饰）又是谁？提拔他成为骇客又有什么目的？

## 演员阵容

### 主要演员
| 演员           | 角色   | 介绍 |
| 陈泂江         | 周志平 | 电脑骇客 “Zero”团队的老板 刘晓峰、杜恩哲之救命恩人兼老板 黄学忠之老板 拥有数码技术的天赋，在虚拟的网络世界中成立了“Zero”团队，专门盗窃和贩卖秘密情资，行侠仗义。原本拥有一个幸福的家庭，但是在他8岁那一年，一场车祸夺走了他父母的性命，导致他双耳失聪，便成了孤儿。 第15集发生车祸并陷入昏迷，于第16集苏醒 第23集依照黄学忠的指示赢得骇客比赛并杀死其 第25集自首，被判入狱五年，出狱后得知思韵住在精神病院，想帮她解开丧父心结，最后志平刺伤自己，成功让思韵解开心结 |
| 谢颖泽（幼年） | 周志平 | 电脑骇客 “Zero”团队的老板 刘晓峰、杜恩哲之救命恩人兼老板 黄学忠之老板 拥有数码技术的天赋，在虚拟的网络世界中成立了“Zero”团队，专门盗窃和贩卖秘密情资，行侠仗义。原本拥有一个幸福的家庭，但是在他8岁那一年，一场车祸夺走了他父母的性命，导致他双耳失聪，便成了孤儿。 第15集发生车祸并陷入昏迷，于第16集苏醒 第23集依照黄学忠的指示赢得骇客比赛并杀死其 第25集自首，被判入狱五年，出狱后得知思韵住在精神病院，想帮她解开丧父心结，最后志平刺伤自己，成功让思韵解开心结 |
| 雅慧           | 梁思韵 | 著名网红 电脑骇客 “Ghost”团队的小老板 梁文道之女。顶着一头粉色头发的她表面上是一个网红，其实是一个高智商的骇客高手——网络警察，一直都在帮父亲所创立的秘密情资组织工作。 第15集发生车祸，后痊愈 第25集因为其父亲的死受不了打击，住进了精神病院，最后看到志平刺伤自己，后成功解开心结 |
| 吴委恩（幼年） | 梁思韵 | 著名网红 电脑骇客 “Ghost”团队的小老板 梁文道之女。顶着一头粉色头发的她表面上是一个网红，其实是一个高智商的骇客高手——网络警察，一直都在帮父亲所创立的秘密情资组织工作。 第15集发生车祸，后痊愈 第25集因为其父亲的死受不了打击，住进了精神病院，最后看到志平刺伤自己，后成功解开心结 |
| 陈楚寰         | 杜恩哲 | 电脑骇客 “Zero”团队的其中一员 暗恋周志平 第20集被黄学忠绑架 第25集自首，被判入狱三年 |
| 许瑞奇         | 黄学忠 | 电脑骇客 “Zero”团队的其中一员 喜欢杜恩哲 与梁文道共同陷害Zero 杀死Zoey的真正凶手 于第20集与梁文道共同计划杀死Alex，后因被志平发现其杀人计划，之后被捕 第23集被周志平枪杀 |
| 曾玟玮         | 刘晓峰 | 电脑骇客 “Zero”团队的其中一员 乔安娜之前男友 后对思韵和巧儿产生好感。 第25集自首，被判入狱三年 |
| 曾玟玮         | 刘大力 | 某杂志记者 为刘晓峰扮演的角色，目的是为了方便接近何少强，使其掉入圈套。被其戏称为“瘤大粒”。 |
| 郭亮           | 梁文道 | 秘密情資組織首領 梁思韵之父 与黄学忠共同陷害Zero 第25集自杀身亡 |
| 王筱惠         | 梁太太 | 梁思韵之亡母 梁文道之亡妻 |
| 翟思铭         | 黄一鸣 | 电脑骇客 “Ghost”团队的其中一员 |
| 郑六月         | 林巧儿 | 电脑骇客 “Ghost”团队的其中一员 |
| 陈传之         | 王仁海 | 圣诞老人 骇客高手 孤儿院院长 王子汉之叔叔 志平父母车祸身亡的幕后黑手 第9集服毒自杀身亡 |

### 其他演员
| 演员   | 角色   | 介绍                                                      |
| 沈家玉 | Emily  | 虚拟人物 周志平之虚拟妹妹                                 |
| 黎格欣 | 凯樂   | 思韵之好友，Daniel之妻子。                                |
| 柯宗耀 | Daniel | 曾经追求过思韵但被其拒绝。后成为凯樂之丈夫。              |
| 傅芳仪 | 美宝   | 川港米粉小吃店老板娘 诈骗犯王子汉之同伙。                 |
| 黄建顺 | 王子汉 | 电话连环诈骗惯犯 Killer “圣诞老人”之侄子 第11集车祸丧命。 |
| 王智国 | 周健庭 | 周志平之父                                                |
| 王昱清 | 张文贵 | 贵叔 第12集被證實和王子漢有勾結 第17集在天台上服毒自殺。  |
| 颜资恒 |        | 张文贵的下属。                                            |

### 客串演出
| 演员   | 角色   | 介绍                                                                                   |
| 美心   | 乔安娜 | 刘晓峰之前女友。                                                                       |
| 黄嫊方 | 陈琦瑛 | 周志平之母 某位醫療科學家 因成功研發治療癌症的藥物而引來殺機，最終和丈夫遭遇車禍身亡。 |

## 歌曲
| 曲序 | 曲目                 | 演唱           |
| ---- | -------------------- | -------------- |
| 1.   | 《反话》（主题曲）   | 沈志豪         |
| 2.   | 《都是借口》（插曲） | 郭美美，陈泂江 |
| 3.   | 《都是藉口》（插曲） | StellaVee      |
| 4.   | 《谢谢你》（片尾曲） | 潘嘉麗         |

## 记事

### 2020年
- 8月11日，此剧开拍。
- 11月14日，此剧杀青。

### 2021年
- 2月19日，此剧召开面子书直播记者会。
- 3月1日，此剧在新传媒8频道及Astro AEC、Astro AEC HD首播。
- 4月2日，此剧在新传媒8频道及Astro AEC、Astro AEC HD播毕。

## 轶事
- 此劇第23-24集在美國發生的情節，其實拍攝地點是在新加坡。
- 此剧是陈泂江及雅慧继《浴女图（英语：The Enchanted (TV series)）》[3][4]（2012年马来西亚电视剧）及《已读不回》（2018年与香港电视娱乐合拍剧）后再度合作。
- 此剧是雅慧、陈楚寰及曾玟玮继《天空渐渐亮》后再度合作。
- 此剧是雅慧及陈楚寰继《天空渐渐亮》及《好世谋2》后再度合作。
- 此剧是陈楚寰及郭亮继《心点心》后再度合作。
- 此剧是雅慧及林明伦继《一切从昏睡开始》后再度合作。
- 此剧是陈泂江及许瑞奇继《衞國先鋒》后再度合作。
- 此剧是严丙量、林明伦及章证翔继《小娘惹》后再度合作。
- 此剧是严丙量及林明伦继《小娘惹》后二度饰演父子。
- 此剧是严丙量、陈泂江及李文海继《富贵平安》后再度合作。
- 此剧是陈楚寰及陈传之继《快乐王子》后再度合作。
- 此剧是陈传之及王昱清继《单翼天使》后再度合作。
- 此剧是翟思铭及章证翔继《男神不败》后再度合作。
- 此剧是傅芳仪及苏才忠继《味之道》后再度合作。
- 此剧是陈泂江、郑六月继《誰是凶手？》后再度合作。

## 奖项
| 年份 | 颁奖典礼            | 奖项       | 入围者            | 角色   | 結果 |
| ---- | ------------------- | ---------- | ----------------- | ------ | ---- |
| 2022 | 第27届 红星大奖2022 | 最佳女主角 | 雅慧              | 梁思韵 | 提名 |
| 2022 | 第27届 红星大奖2022 | 最佳主题曲 | (《反话》) 沈志豪 | 不適用 | 提名 |